# Nora (prénom)
Pour les articles homonymes, voir Nora (homonymie).
Cette page présente le prénom Nora ainsi que ses variantes.
Le prénom féminin Nora est un emprunt à l'anglais Nora, diminutif de prénoms comme Eleonora  (Éléonore), ou Honora (Honorée). On le retrouve fréquemment dans les pays anglophones (Irlande, États-Unis et Royaume-Uni), les pays scandinaves (Norvège, Suède), les pays latins (Italie, Espagne, France), en Allemagne et en Europe de l'Est.

## Étymologie
Le prénom Nora a plusieurs origines :
C'est un diminutif anglais du prénom Éléonore (Eleanor, Eleonora, Leonora en anglais), ou du prénom Honora, du latin honor, « charge importante ». Il est aussi utilisé comme nom à part entière,.
En tant que diminutif d'Éléonore, il peut provenir d'un nom d'origine germanique, dont le premier élément est ali-, « autre, étranger » et le second -nord, « Nord ».

## Autre
Phonétiquement proche du prénom arabe Nûr ou Nour (en arabe نورة), mais d'étymologie distincte, il est parfois utilisé comme équivalent de Noura, « clarté », ou « lumière », dérivé du verbe nawara, « illuminer ».

## Fête et saint patron
On souhaite leur fête aux Nora le 25 juin, jour de la sainte Éléonore, mais aussi le 14 octobre avec Honora.
On honore le 25 juin la bienheureuse Éléonore de Provence qui fut l'épouse d'Henri III, roi d'Angleterre au XIIIe siècle. Commettant la maladresse de désigner des Français à des postes importants, elle provoqua une émeute contre la couronne. Expulsée en France, elle constitua une armée pour repartir en Angleterre libérer son mari prisonnier. À la mort d'Henri III, elle rejoint les bénédictines où elle finit sa vie saintement.

## Occurrence
Le prénom connaît un regain d'intérêt notable depuis une décennie grâce à la popularité de Norah Jones. Il se classe dans le top 50 des prénoms féminins dans les pays suivants :
- Norvège : 1re en 2022
- Pays-Bas : 8e en 2022
- Danemark : 8e en 2022
- Belgique : 9e en 2022
- Autriche : 20e en 2022
- Canada : 20e en 2022
- États-Unis : 28e en 2022
- Allemagne : 32e en 2022
- Suède : 37e en 2022
- Croatie : 37e en 2022
- Espagne : 43e en 2021

Issu de la tradition anglaise, irlandaise, écossaise et scandinave il est rarissime en France avant la fin des années 1950. En 2022, 23166 Françaises portent ce prénom. Son année record d'attribution est 2022 avec 591 naissances. 

## Variantes du prénom
- Le prénom Nóra est une variante hongroise du prénom Nora, la variante se distingue par la présence de l'accent sur la lettre "o". C'est la forme raccourcie du prénom hongrois moins utilisé Eleonóra.
- Éléonore et Aliénor peuvent aussi être considérés comme des équivalents du prénom et de ses variantes.
- Le prénom Norah, est une variante anglaise[11].

## Personnalités portant ce prénom
(par ordre alphabétique du nom de famille)
- Nora Arnezeder (1989-), actrice et chanteuse française
- Nora Barnacle (1884-1951), écrivaine irlandaise, épouse de James Joyce
- Nora Binder (1984-), actrice allemande
- Nora Campos (1965-), femme politique américaine
- Nora Coste (1931-), actrice française
- Nora Cundell (1889-1948), peintre britannique
- Nora David baronne David (1913-2009), femme politique britannique
- Nora Dunn (1952-), actrice américaine
- Nora Ephron (1941-2012), scénariste, réalisatrice et productrice américaine
- Nora Hamzawi (1983-), humoriste française d'origine syrienne
- Nora Istrefi (1986-), chanteuse kosovare
- Nora Kirkpatrick (1984-), actrice américaine
- Nora Miao (1952-), actrice hongkongaise
- Nora Mørk (1991-), handballeuse internationale norvégienne
- Nora Philippe (1982-), scénariste, réalisatrice et productrice française
- Nora Ricci (1924-1976), actrice italienne
- Nora Roberts (1950-), romancière et écrivaine américaine
- Nora Zaïr, photographe et ingénieure hydraulique algérienne
- Nora Zehetner (1981-), actrice américaine

- Pour l'ensemble des articles sur les personnes portant ce prénom, consulter :
  - la liste des articles dont le titre commence par ce prénom
  - les listes produites par Wikidata : Liste des personnes de prénom « Nora » — même liste en incluant les éventuels prénoms composés qui contiennent « Nora ».

## Fiction
- Nora Helmer est le personnage principal de la pièce Une maison de poupée de Henrik Ibsen (1879), souvent citée dans les débats sur l'émancipation féminine[13]
- Nora Kelly, archéologue, est un personnage récurrent de plusieurs romans (parus depuis 1999) de l'écrivain américain Douglas Preston[14].
- Nora est le personnage féminin principal du film Rois et Reine d'Arnaud Desplechin (2004) ; son prénom est probablement choisi par référence à Ibsen[15].